# Файлер, Герта
Герта Файлер (нем. Hertha Feiler; 3 августа 1916, Вена — 1 ноября 1970, Мюнхен) — австрийская актриса
, супруга актёра Хайнца Рюмана.
Дочь чиновника по строительству, Герта училась в реальной гимназии и планировала стать пианисткой, но была вынуждена отказаться от музыкальной карьеры из-за воспаления сухожилий руки и стала брать уроки актёрского мастерства.
В 1936 году Герта дебютировала на сцене венской Скалы и уже год спустя снялась в кинофильме «Любимица матросов». На съёмках фильма «Только ложь» (1938) у Герты Файлер завязался роман с режиссёром Хайнцем Рюманом. Они поженились 1 июля 1939 года. В этом браке 7 июня 1942 года родился их сын Хайнцпетер Рюман.
В соответствии с Нюрнбергскими расовыми законами Герта Файлер считалась на четверть еврейкой, но от преследований её спасала популярность супругов, получивших от властей особое разрешение. По окончании войны Герта работала в продюсерской компании Рюмана Comedia и после её ликвидации Файлер работала в театре. После 1968 года Файлер больше не снималась по состоянию здоровья. Похоронена на Грюнвальдском лесном кладбище под Мюнхеном.

## Фильмография
| - 1937: Любимица матросов — Liebling der Matrosen - 1938: Adresse unbekannt - 1938: Только ложь — Lauter Lügen - 1939: Männer müssen so sein - 1939: Flucht ins Dunkel - 1939: Maggy - 1939: Frau im Strom - 1940: Lauter Liebe - 1940: Kleider machen Leute - 1941: Hauptsache glücklich - 1942: Ewiger Rembrandt - 1943: Der kleine Grenzverkehr - 1944: Квакс в Африке — Quax in Afrika - 1944: Der Engel mit dem Saitenspiel - 1945: Sag die Wahrheit - 1948: Die kupferne Hochzeit - 1949: Heimliches Rendezvous - 1949: Ich mach Dich glücklich | - 1953: Точечка и Антон — Pünktchen und Anton - 1953: Когда цветёт белая сирень — Wenn der weiße Flieder wieder blüht - 1954: Dein Mund verspricht mir Liebe - 1954: Die schöne Müllerin - 1955: Laß die Sonne wieder scheinen - 1955: Wenn die Alpenrosen blüh’n - 1955: Тётка Чарлея — Charleys Tante - 1956: Балл в опере — Opernball - 1956: Johannisnacht - 1956: Solange noch die Rosen blühn - 1957: Die Heilige und ihr Narr - 1957: Wien, du Stadt meiner Träume - 1958: Der Maulkorb - 1958: Die singenden Engel von Tirol - 1960: Mein Schulfreund - 1961: Staatsaffairen (TV) - 1963: Er soll dein Herr sein - 1968: Die Ente klingelt um halb acht |